# 478 Tergeste
478 Tergeste è un asteroide della fascia principale del diametro medio di circa 79,46 km. Scoperto nel 1901, presenta un'orbita caratterizzata da un semiasse maggiore pari a 3,0154163 UA e da un'eccentricità di 0,0881772, inclinata di 13,17539° rispetto all'eclittica.
L'asteroide è dedicato al nome latino di Trieste, città natale dello scopritore.